# Ivan Dorian Molnar
Ivan Dorian Molnar (Rijeka, 1989.) hrvatski je sportski novinar, televizijski komentator i urednik
Rodom je iz Rijeke. U ranom djetinjstvu, sa svega tri godine, doživio je tragičan gubitak kada mu je preminula majka Ivanka. O njemu se brinula baka. Njegov otac sudjelovao je u Domovinskom ratu kao dobrovoljac u vojnoj policiji, te je kasnije razvio posttraumatski stresni poremećaj. Ivan Dorian Molnar pohađao je Hotelijersko-turističku školu u Opatiji pa studij poduzetništva u Rijeci.
Svoju karijeru započeo je na Studentskom radiju Sova pa na Radio Rijeci, nakon čega se s 27 godina preselio u glavni grad Hrvatske 2016. godine. U Zagrebu se pridružio HRT-u, gdje je stekao popularnost kao voditelj emisije „Dobro jutro,  Hrvatska”. Kraće vrijeme radio je na Novoj TV. Nakon toga radi u sportskoj redakciji HTV-a, kao i na Hrvatskom radiju Drugi program i na Radiju Sljeme. Nekoliko godina vodio je Dnevnik HTV-a počevši od 2017. godine.
Na Europskom prvenstvu u nogometu – Njemačka 2024. urednik je i voditelj studijskih emisija HTV-a. To je njegovo četvrto veliko natjecanje u studiju, nakon što je radio Euro 2021., Olimpijske igre u Tokiju iste godine, te Svjetsko prvenstvo u Kataru 2022.
Imao je ulogu predstavljača glasova hrvatskoga žirija u finalu Pjesme Eurovizije 2021., 2023. i 2024. godine, kada je Baby Lasagna osvojio 2. mjesto.
Igra šah u šahovskome klubu »Draga« iz Rijeke, te za šahovski klub »Krk«. 
Dobio je nagradu Večernjakova ruža 2018. u kategoriji za novo lice godine. Bio je nominiran za najboljega TV voditelja godine u izboru Zlatni studio 2023.
U braku je s Anom Krolo Molnar, koja kao novinarka i urednica radi na Hrvatskom radiju. S njom ima dijete.